# Avelanoso

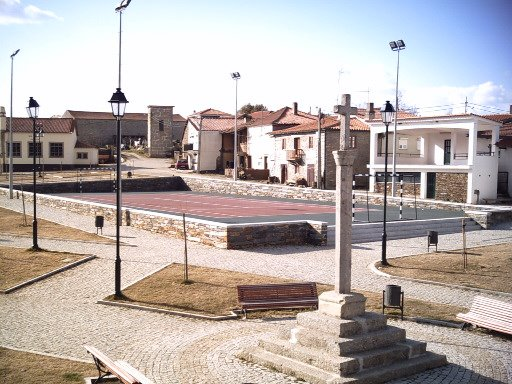
Largo de São Pedro in Avelanoso

Avelanoso ist ein Ort und eine ehemalige Gemeinde (Freguesia) im portugiesischen Kreis Vimioso. Die Gemeinde hatte 151 Einwohner (Stand 30. Juni 2011).
Am 29. September 2013 wurden die Gemeinden Avelanoso und Vale de Frades zur neuen Gemeinde União das Freguesias de Vale de Frades e Avelanoso zusammengeschlossen. Avelanoso ist Sitz dieser neu gebildeten Gemeinde.